# Агриппиева дорога

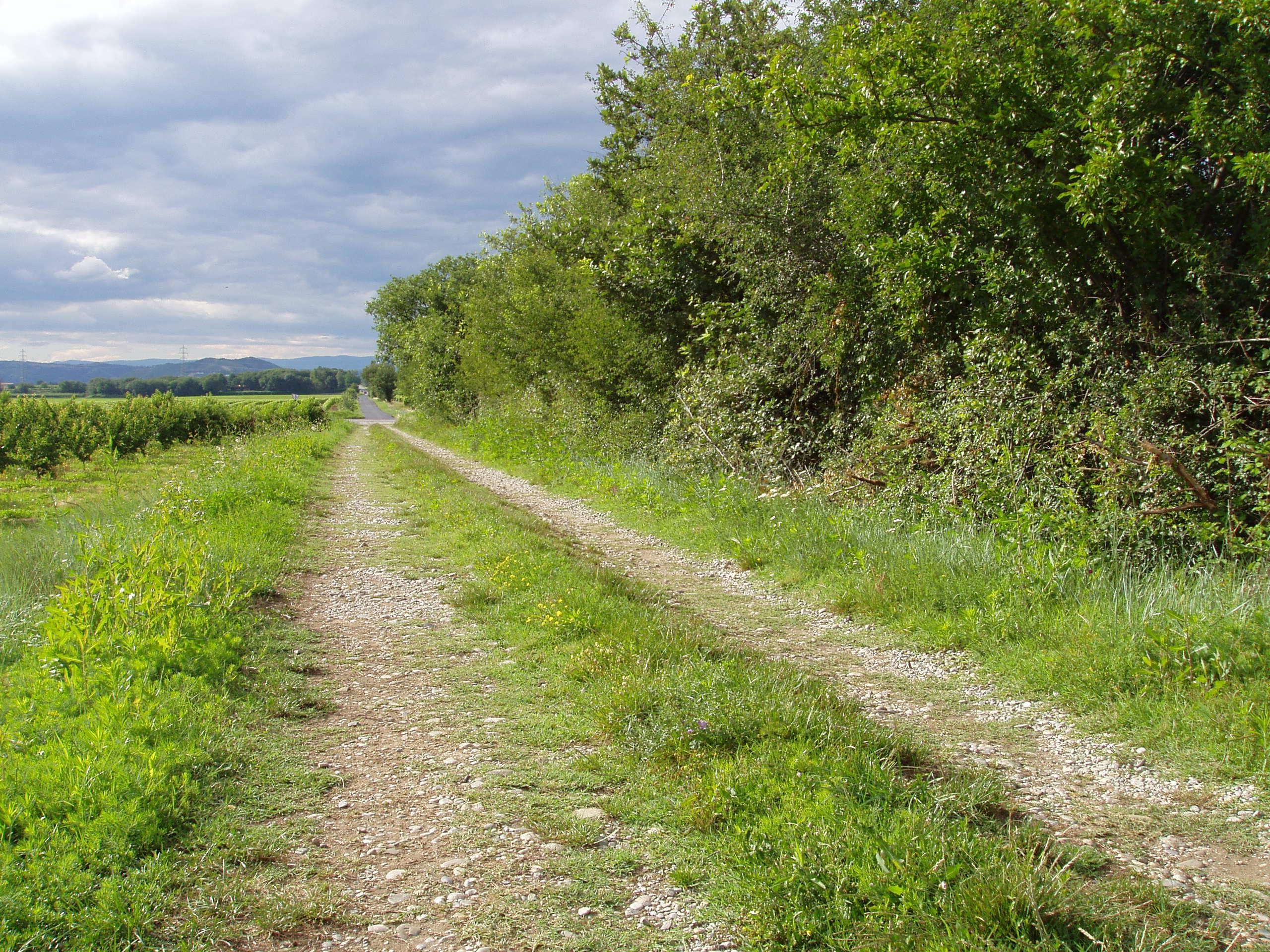
Виа Агриппа неподалёку от долины Роны

Агриппова дорога — важная римская дорога, которая вела из древнего Рима на север.
Дорога была построена по приказу Марка Випсания Агриппы в 40 году, соединяла между собой Рим и Бонониум (Булонь-сюр-Мер). Проходила через долину Роны, через Orange и Valence в Лугдунум (Лион) и далее через Амьен в Бонониум.